# Торгівля людьми

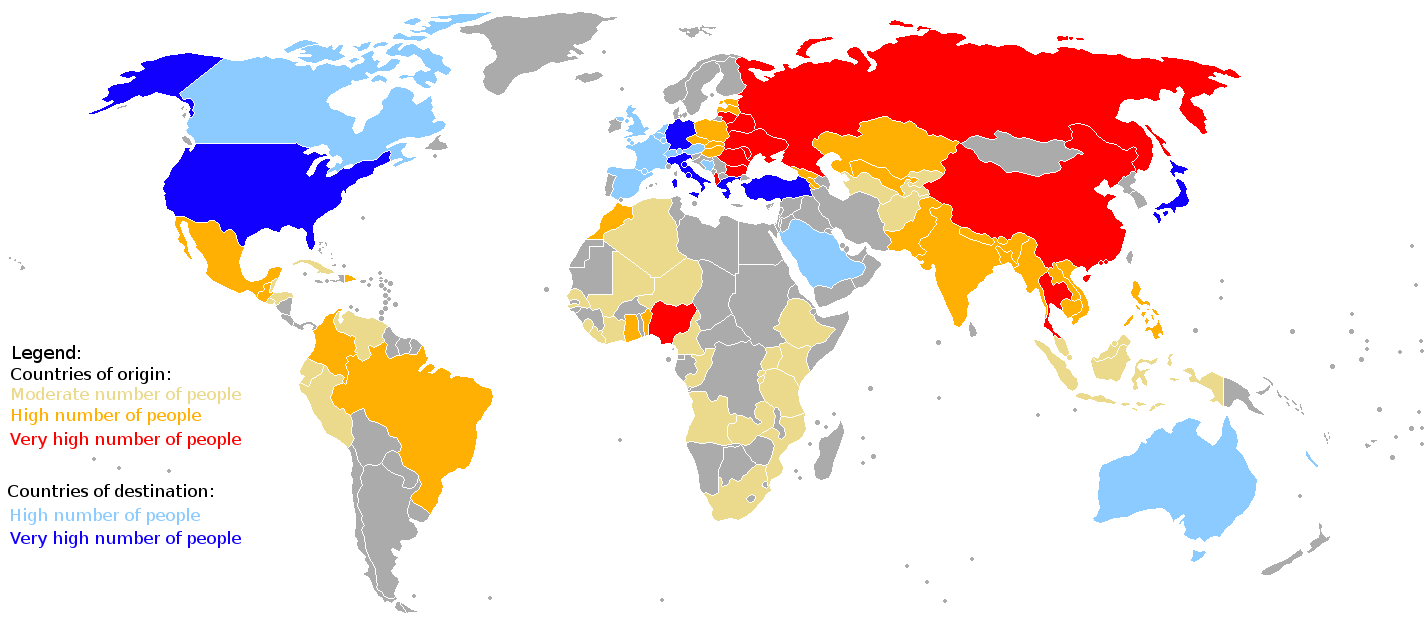
Схема глобальної торгівлі людьми між країнами-постачальницями та країнами призначення. Країни-постачальниці:
- жовтий — помірна кількість людей,
- помаранчевий — висока кількість людей,
- червоний — надвисока кількість людей.
Країни призначення:
- блакитний — помірна кількість людей,
- синій — висока кількість людей.
Сірим позначено країни, що не беруть участі в торгівлі людьми.

Торгі́вля людьми́ — протизаконна торгівля в цілях комерційної сексуальної експлуатації або примусової праці — сучасна форма рабства. Ця діяльність є найшвидше зростаючою кримінальною діяльністю у світі і пов'язана з незаконною торгівлею зброєю, як другою за величиною після торгівлі наркотиками. Відповідно до Кримінального кодексу України визнається злочином.

## Протокол про торгівлю людьми
Протокол про попередження, припинення і покарання за торгівлю людьми, особливо жінками і дітьми (також відомий як Протокол про торгівлю людьми), що прийнятий в 2000 р. Радою Організації Об'єднаних Націй в Палермо, Італія, є міжнародною збіркою дипломатичних норм, встановлених відповідно до Конвенції «Проти Міжнародної організованої злочинності» (ООН).
Протокол про торгівлю людьми є одним з трьох протоколів, прийнятих на додаток до цієї Конвенції.
Протокол є першим глобальним юридично обов'язковим документом з узгодженим визначенням питання про торгівлю людьми. Метою такого визначенням є сприяти зближенню національних підходів у відношенні до визначення національних кримінальних злочинів, що сприяло б ефективному міжнародному співробітництву в галузі розслідування і судового переслідування у випадках торгівлі людьми. Додаткова мета протоколу полягає в захисті та допомозі жертвам торгівлі людьми при повній повазі до їхніх прав як людини.
Протокол про торгівлю людьми визначає торгівлю людьми так: Вербування, перевезення, передача, приховування або одержання людей шляхом загрози або застосування сили, або інших форм примусу, викрадення, шахрайства, обману, зловживання владою або уразливістю положення, або за рахунок надання або отримання платежів або прибутку для одержання згоди особи, яка має контроль над іншою особою, з метою експлуатації. Така експлуатація включає, як мінімум, експлуатацію інших осіб шляхом проституції або інших форм сексуальної експлуатації, примусову працю або послуги, рабство або дії, подібні до рабства, підневільний стан або вилучення органів. Згода жертви торгівлі людьми на заплановану експлуатацію, як викладено вище, не вважається дійсною за умови використання будь-якого із засобів впливу, зазначених вище.
Протокол про торгівлю людьми набрав чинності 25 грудня 2003 р. До червня 2010 року, Протокол про торгівлю людьми був підписаний 117 країнами (в Україні Протокол ратифіковано 21 травня 2004 р.) та 137 партіями.
Торгівля людьми є злочином проти людяності. Вона включає акт вербування, перевезення, передачі, приховування або одержання людини за допомогою застосування сили, примусу або іншими засобами, з метою її експлуатації. Щороку тисячі чоловіків, жінок і дітей потрапляють до рук торговців людьми, в їхніх власних країнах і за кордоном. Кожна країна у світі є задіяною в торгівлі людьми, чи як країна походження, транзиту чи призначення жертв. Управління ООН з наркотиків і злочинності (UNODC), як гарант Конвенції Організації Об'єднаних Націй проти Міжнародної організованої злочинності (UNTOC) і протоколів до неї, надає допомогу державам у їхніх зусиллях з упровадження Протоколу про попередження, припинення і покарання торгівлі людьми (Trafficking in Persons Protocol).
Управління ООН з наркотиків і злочинності (УНЗ ООН, UNODC — United Nations Office on Drugs and Crime).
Торгівля людьми — явище глобальне. Воно сильно впливає на країни, що знаходяться в стані політичної та економічної трансформації або постконфліктного стресу, які в основному і є країнами походження для всесвітнього кримінального процесу торгівлі людьми. Це явище також впливає як на економічно розвиненіші країни призначення, так і на країни транзиту. Людей, що живуть в скрутних умовах, привертає можливість поліпшення свого життя в багатших і розвиненіших країнах, а в той же самий час в країнах призначення зростає попит на низькооплачуваних робочих в нелегальних трудових секторах економіки, а також в легальних трудових секторах з низькою заробітною платнею. В той час, як в 1970-х і 1980-х роках західноєвропейські країни були країнами призначення для торговців людьми, які привозили жінок і чоловіків в основному з Азії і Латинської Америки, з крахом комуністичних режимів, то на початку 1990-х ситуація змінилася. Жінки з східноєвропейських країн все більше стали домінувати на «ринку» торгівлі людьми, як в Західній Європі, так і в самому регіоні Центральної і Південно-східної Європи.

## Огляд і визначення
Торгівля людьми є дуже прибутковою комерційною справою. У XXI столітті це найшвидше зростаюча злочинна індустрія у світі. Глобально, вона пов'язана з незаконною торгівлею зброєю, як з другою найбільшою злочинною діяльністю, після торгівлі наркотиками. Загальний річний дохід від торгівлі людьми становить від 5 до 9 мільярдів USD. Рада Європи констатує, що «Торгівля людьми досягла масштабів епідемії за останні десять років, з річним глобальним ринком близько 42,5 млрд USD» За оцінками ООН, близько 2,5 млн осіб з 127 різних країн є об'єктом торгівлі людьми в усьому світі.
Торгівля людьми тягне за собою експлуатацію людини через працю або комерційний секс. Жертвам торгівлі людьми не дозволяється куди-небудь відбути до прибуття на місця призначення. Їх утримують проти їхньої волі із застосуванням актів насильства, їх примушують працювати або надавати послуги торговцям або іншим особам. Роботи або послуги можуть бути якими завгодно — від кабальної або примусової праці до комерційної сексуальної експлуатації. Домовленість може бути представлена як трудовий договір, але при умовах відсутності або низької оплати або на умовах дуже великого визиску. Іноді домовленість укладається, як боргова кабала, коли потерпілому не надається дозвіл погасити борг або коли він не може цього здійснити.

### Примусова праця
Примусова праця — це ситуація, в якій жертви змушені працювати проти їхньої власної волі, під погрозою насильства або інших форм покарання, їхня свобода обмежена і на ступінь володіння власністю здійснюється тиск. До примусової праці може належати праця домашньою прислугою, сільськогосподарська праця, виснажлива праця на заводах, праця сантехніками, в громадському харчуванні та в інших сферах послуг, і жебрацтво.

### Секс-торгівля людьми
Жертви секс-торгівлі людьми, зазвичай знаходяться в важких умовах і легко стають мішенню для торговців людьми. Особи, обставини і ситуації, сприятливі для дій торговців людьми, включають бездомних осіб, підлітків, які втекли з дому, домогосподарок, біженців і наркоманів. Хоча може здатися, що жертвами торгівлі людьми стають найуразливіші і найбезпорадніші підлітки чи особи в даному регіоні, жертви постійно експлуатуються без будь-якої різниці щодо етнічного чи соціального походження.
Торговці, також відомі як сутенери, експлуатують вразливості людей на різні незгоди у житті і відсутність можливостей, пропонуючи щедрі обіцянки — щасливий і заможний шлюб, працевлаштування, освіту, та / або загалом краще життя. Проте, зрештою, торговці змушують жертв до заняття проституцією або роботи у секс-індустрії. Така робота в секс-індустрії передбачає заняття проституцією, виступи в стриптиз-клубах, зйомки в порнографічних фільмах і порнографію, а також інші форми примусової праці.
Секс-торгівля людьми в своїй діяльності включає міжнародних агентів і брокерів, які організовують поїздки і працевлаштування для жінок з якоїсь однієї країни. Жінок заманюють супроводжувати торговців людьми на підставі обіцянки дуже вигідних можливостей, недосяжних в їхній рідній країні. Однак, щойно вони досягають місця свого призначення, виявляється, що жінок було обдурено і лише тепер вони дізнаються про справжній характер роботи, яку вони повинні будуть виконувати. Більшості з них було сказано неправду щодо фінансових механізмів та умов їхньої роботи, але жінки вже перебувають у примусових або образливих для них ситуаціях, з яких вирватися важко і небезпечно. За даними Міністерства юстиції США, з січня 2007 року по вересень 2008 року в Сполучених Штатах Америки було зафіксовано 1 229 випадків торгівлі людьми. З них, 83 відсотки — це випадки секс-торгівлі людьми.

## Глобальна обізнаність і реакція
У зв'язку з незаконним характером і відмінностям в методології, точні розміри і зростання торгівлі людьми невідомо. За даними державного Департаменту Сполучених Штатів, щорічно «приблизно від 600 000 до 820 000 чоловіків, жінок і дітей включено у торгівлю через міжнародні кордони, приблизно 70 відсотків складають жінки і дівчата і до 50 відсотків є неповнолітніми. Дані також показують, що більшість жертв міжнародної торгівлі людьми перебувають в комерційній сексуальній експлуатації.».
У листопаді 2018 року Facebook звинуватили у нездатності протидіяти аукціону з продажу неповнолітньої дівчини, який відбувся в першій половині листопада. Організація із захисту прав дітей Plan International пише, що аукціон відбувся безпосередньо через соцмережу. Джерела CNN стверджують, що сам аукціон пройшов поза соцмережею, а засоби Facebook лише допомогли поширити інформацію про нього.
Торгівля людьми, що здійснюється через міжнародні кордони, вимагає співпраці і взаємодії між державами, якщо метою є ефективно боротися з цією ця злочинною діяльністю. ОБСЄ (Організація з безпеки і співробітництва в Європі), спеціальна міжурядова організація, що діє відповідно до Статуту Організації Об'єднаних Націй, є однією з провідних інституцій з боротьби з проблемою торгівлі людьми, і регіони, де вона діє, включають Північну Америку, Європу, Росію та Центральну Азію.
Загальна помилка полягає в тому, що торгівля може траплятися тільки в бідних країнах. Але кожна країна у світі є втягнута у цю підпільну систему, що приносить зиск.
«Країна-постачальник» — це країна, з якої забирають людей для торгівлі ними. Як правило, ці країни є знедолені, можуть бути ослаблені в результаті війни, корупції, стихійних лих чи дії клімату. Деякими країнами джерел торгівлі людьми є Непал, Гватемала, колишні радянські території і Нігерія, але є й багато інших.
«Транзитна країна», як, наприклад, Мексика і Ізраїль, є тимчасовою зупинкою на шляху жертв торгівлі людьми до тієї країни, де вони будуть рабами.
«Країна призначення» — це країна, де жертви торгівлі людьми зрештою опиняються. Ці країни, як правило, багаті, оскільки там повинні бути громадяни, які мають прибутки, щоб «купити» «продукти» торговців людьми. Японія, Індія, більша частина Західної Європи, і Сполучені Штати — всі є країнами призначення.
Найпоширенішими місцями призначення жертв торгівлі людьми є Таїланд, Японія, Ізраїль, Бельгія, Голландія, Німеччина, Італія, Туреччина і США (за даними доповіді Управління ООН з наркотиків і злочинності (UNODC)).
З 2012 по 2018 років року Міністерство соціальної політики присвоїло статус жертв торгівлі людьми 978 особам, з яких 969 — громадяни України та 9 іноземців.
«За статистикою 368 — це жінки, 519 — чоловіки, 88 — діти. Щодо видів експлуатації. Встановлено, що 461 особа постраждала від трудової експлуатації, 228 осіб — від сексуальної експлуатації, 59 осіб було втягнуто у жебракування, 9 осіб постраждали від змішаної експлуатації», — розповів заступник міністра та додав, що основними країнами призначення є Росія, Україна, Польща, Туреччина, Німеччина, Італія та Китай.

## «Країна-постачальник»
Основними країнами-постачальниками торгівлі людьми є Таїланд, Китай, Нігерія, Албанія, Болгарія, Білорусь, Молдова.
У деяких регіонах, таких як Росія, Східна Європа, Гонконг, Японія і Колумбія, торгівля знаходиться під контролем великих злочинних організацій. Тим не менше, більша частина торгівлі здійснюється в мережах невеликих груп, кожна з яких спеціалізується в певній галузі, таких як вербування на роботу, перевезення, реклама, або торгівля в роздріб. Це дуже вигідно для них, оскільки потрібен маленький стартовий капітал, а кримінальне переслідування трапляється відносно рідко.

### Східна Європа
Згідно з новою оцінкою ООН, може бути більше, ніж 270 000 жертв торгівлі людьми в Європейському Союзі. Після падіння «залізної завіси», колишні країни Східного блоку, такі, як Албанія, Молдова, Румунія, Болгарія, Росія, Білорусь і Україна стали основними країнами-постачальниками для торгівлі жінками та дітьми. Молодих жінок і дівчат часто зваблюють їхати у багаті країни, обіцяючи їм гроші і роботу, а потім змушують займатись проституцією.
За оцінками, до 2/3 жінок для заняття проституцією в усьому світі щороку поступають з країн Східної Європи, і три чверті з них ніколи не працювали повіями раніше. Основні країни призначення — в Західній Європі (найчастіше — Бельгія, Нідерланди, Німеччина та Італія, відповідно до Управління ООН з наркотиків і злочинності), на Близькому Сході (Туреччина, Ізраїль, Об'єднані Арабські Емірати), Азія та Росія. Як оцінюють, до 500 000 жінок з країн Центральної та Східної Європи займаються проституцією тільки в ЄС, і не всі з них стають жертвами торгівлі людьми.

### Росія
Росія є країною постачання, транзиту і країною призначення для чоловіків, жінок і дітей, які продаються для різних форм експлуатації. Багато жінок були продані за кордон з метою сексуальної експлуатації.
Щорічно тисячі жертв торгівлі російських жінок починають займатися проституцією в країнах Західної Європи, Америки, Канади, Ізраїлю та країн Азії. За оцінками Міжнародної організації праці, в Росії може бути до 1 млн нелегальних іммігрантів, які є жертвами примусового праці, що є однією з форм торгівлі людьми. Також є доповіді, які свідчать про дитячий секс-туризм в Росії, проте правоохоронні органи доповідають про зменшення числа випадків дитячого секс-туризму, і пов'язують це з агресивним розслідуванням поліцією і співробітництвом Росії з іноземними правоохоронними органами.

### Україна
В Україні, за оцінками, починаючи з 1991 року, до 0,5 млн українських жінок були продані за кордон (80 % всіх безробітних в Україні є жінки). За даними опитування, проведеного неурядовою організацією «Ла Страда Україна» в 2001—2003 роках, на основі вибірки з 106 жінок, що були продані з України, встановлено, що 3 % були молодші 18 років. Державний департамент США повідомив, що в 2004 збільшилася кількість випадків, пов'язаних з торгівлею неповнолітніми.
27 липня 2015 року Державний департамент США оприлюднив традиційний щорічний звіт про торгівлю людьми у світі. Як і минулого та позаминулого року, Україна потрапила до країн другої категорії, за діяльністю яких потрібен нагляд. Звіт характеризує Україну як «країну походження, транзиту та призначення для чоловіків, жінок та дітей, яких піддають примусовій праці та сексуальній експлуатації». Українці стають жертвами торгівлі людьми не лише в Україні, але й у Росії, Польщі, інших країнах Європи, Туреччині, США, країнах Центральної Азії та Близького Сходу. Через російську агресію понад 1,3 мільйона осіб зі східної України стали вимушеними переселенцями. Ці люди є особливо вразливими до експлуатації. Жінок та дівчат у зоні конфлікту викрадають, щоб згодом змусити їх до праці або надання сексуальних послуг. Російсько-сепаратистські сили використовують неповнолітніх як солдатів, інформаторів або людський щит, йдеться у звіті. «Уряд України не повністю виконує мінімальні стандарти боротьби з торгівлею людьми. Він, однак, докладає до цього значних зусиль», — йдеться у звіті.

### Молдова
У враженій бідністю Молдові, де рівень безробіття серед жінок досягає 68 % і одна третина працездатних людей живуть і працюють за кордоном, за оцінками експертів, після розпаду Радянського Союзу від 200 000 до 400 000 жінок були продано в проституцію за кордон, може бути, до 10 % жіночого населення цієї країни.

## Міжурядові організації
Організації, що протидіють торгівлі людьми — Організація Об'єднаних Націй (Глобальна ініціатива ООН з боротьби з торгівлею людьми), Організація з безпеки і співробітництва в Європі (ОБСЄ), Міжнародна організація з міграції (IOM).
Певні заходи також вживаються кожним урядом країни.